# Josef Rudnick
Josef Rudnick (* 25. Mai 1917 in Sichts, Kreis Schlochau; † 14. Juli 2009 in Rheine) war ein deutscher Unternehmer und Politiker (CDU). Er war Gründer des Textilunternehmens Josef Rudnick GmbH & Co. KG in Rheine und hat sich vor allem durch seinen Einsatz für die katholische Kirche in Polen und für die deutsch-polnischen Beziehungen Verdienste erworben. Als Lokalpolitiker gehörte er zu den bedeutendsten Persönlichkeiten der CDU im Kreis Steinfurt.

## Werdegang
Josef Rudnick stammt aus der Provinz Westpreußen, er wuchs in Deutsch Krone im Landkreis Deutsch Krone auf. Er war schon früh in der kirchlichen Jugendarbeit aktiv und gründete noch in der Zeit des Nationalsozialismus 1935 und 1936 neue katholische Jugendgruppen. Obwohl die katholische Jugendarbeit grundsätzlich durch das Reichskonkordat gedeckt war, sah sich Rudnick dadurch starkem politischen Druck durch die NSDAP ausgesetzt, wozu auch Hausdurchsuchungen und Vernehmungen durch die Gestapo gehörten.
Nach dem Kriegsdienst im Zweiten Weltkrieg und der Kriegsgefangenschaft kam er als Heimatvertriebener mittellos in Rheine an. Von 1945 bis 1949 leitete er das Jugendamt der Stadt Rheine, machte sich dann aber 1950 mit einer Hemdennäherei selbstständig. Rudnick schuf damit anfangs vornehmlich für Heimatvertriebene Arbeitsplätze im seinerzeit strukturschwachen Münsterland. Aus bescheidenen Anfängen entstand schließlich 1953 mit der Josef Rudnick GmbH & Co. KG ein Textilunternehmen, das sich zu einem der führenden Hemden- und Blusenhersteller der Bundesrepublik mit 1500 Mitarbeitern entwickelte. Bereits in den 1960er und 1970er Jahren knüpfte Rudnick wirtschaftliche Kontakte zu Firmen im damaligen Ostblock, besonders intensiv zur polnischen Hemdenfabrik Wolczanka S.A. in Łódź. Aus Altersgründen verkaufte der Hemdenfabrikant sein Unternehmen zum 1. April 1992 an Rudolf Maune, einem Mitarbeiter von Jürgen Schneider. Der folgende Niedergang der Firma, die schließlich 1996 schließen musste, wodurch viele Menschen ihren Arbeitsplatz verloren, hat Rudnick tief getroffen.
Josef Rudnick starb am 14. Juli 2009, vier Wochen nach dem Tod seiner Frau. Seine letzte Ruhe fand er am 18. Juli 2009 auf dem katholischen Friedhof Königsesch in Rheine.

## Politisches Engagement
Nach seiner Rückkehr aus der Kriegsgefangenschaft und der Vertreibung aus seiner westpreußischen Heimat setzte sich Josef Rudnick für den demokratischen Aufbau der Stadt Rheine, des Münsterlandes und der gesamten britischen Besatzungszone ein. Er gründete die Junge Union in Rheine und im Kreis Steinfurt und war bis 1951 ihr Orts- und Kreisvorsitzender. Er war wesentlich an der Gründung des Landesverbandes Westfalen der Jungen Union und am Zusammenschluss der Landesverbände in der britischen Zone sowie der Gründung der Jungen Union Deutschlands am 19. November 1947 in Königstein beteiligt.
Außerdem war er Mitbegründer der CDU in Rheine und im Kreis Steinfurt, gehörte von 1949 bis 1953 dem Rat der Stadt Rheine und dem Kreistag an. Er wirkte fast 30 Jahre lang als Vorstandsmitglied im CDU-Kreisverband Steinfurt.
In Rheine und im Kreis Steinfurt rief Rudnick 1970 den Wirtschaftsrat der CDU ins Leben und war mehr als 25 Jahre dessen Vorsitzender. Seit 1975 gehörte er zudem dem Gesamtvorstand und von 1983 bis 1995 dem Kuratorium des Wirtschaftsrates auf Bundesebene an. Darüber hinaus setzte sich der überzeugte Katholik als Mitglied des Bundes Katholischer Unternehmer für die Verwirklichung der Grundsätze der katholischen Soziallehre im Wirtschaftsleben ein.

## Einsatz für die Kirche in Polen und die Stadt Łódź
Josef Rudnick setzte sich stets für die Völkerverständigung, speziell zwischen Deutschland und Polen, ein und unterstützte humanitäre Hilfsprojekte in Osteuropa. Jahrzehntelang hat er sich für die katholische Kirche in Polen und speziell für die Stadt Łódź eingesetzt. Er ließ den Menschen dort in der Zeit des Kriegsrechts Anfang der 1980er Jahre vielfältige Hilfe zukommen und organisierte Lebensmittel-Transporte nach Polen. In Łódź förderte er zudem maßgeblich den Bau der Kirche der Schwestern der Muttergottes von der Barmherzigkeit und unterstützte das dortige Karmelitinnen-Kloster.

## Würdigungen
Für sein gesellschaftliches Engagement wurde Josef Rudnick mehrfach ausgezeichnet. So erhielt er 1993 das Große Verdienstkreuz des Verdienstordens der Bundesrepublik Deutschland und den Verdienstorden des Landes Nordrhein-Westfalen. Die Ludwig-Erhard-Stiftung ehrte ihn mit der Ludwig-Erhard-Medaille für Verdienste um die Soziale Marktwirtschaft. Für seinen humanitären Einsatz für die Menschen im osteuropäischen Raum zeichnete ihn Polen als einen der ersten ausländischen Wirtschaftsvertreter 1987 mit dem Verdienstorden in Gold der Volksrepublik Polen aus. Die Stadt Łódź ernannte ihn zu ihrem Ehrenbürger. Im Jahr 2002 zeichnete ihn Papst Johannes Paul II. für seinen Einsatz für die Kirche in Polen mit der Gedenkmedaille des Papstes aus.